# Nö Sleep at All
Nö Sleep at All ist das dritte Livealbum der britischen Hard-Rock- und Heavy-Metal-Band Motörhead. Es wurde beim Festival Giants of Rock im finnischen Hämeenlinna aufgenommen.

## Hintergrund
Prinzipiell ist es das dritte Livealbum der Band, allerdings wurde What’s Words Worth bereits 1978 aufgenommen aber die Band trat aus rechtlichen Gründen bei diesem Konzert unter einem anderen Namen auf. Erst 1983 konnte das Material veröffentlicht werden. Formal handelt es sich somit bei Nö Sleep at All um das offiziell zweite Livealbum von Motörhead. Dass in der Schreibweise ein Umlaut, hier ein ö im englischen Wort No verwendet wird, war typisch für die Band und wurde auch von anderen Interpreten in den 1980ern breit zelebriert. Die Verwendung dieses sogenannten Heavy-Metal-Umlauts (auch: röck döts) wurde beim Nachfolgealbum sogar noch gesteigert.
Für die Vermarktung in Griechenland lag dem Album auf Initiative von EMI bei den ersten 1.000 Exemplaren eine Single bei, die auf der B-Seite das Stück Acropolis (Metropolis) und auf der B-Seite Orgasmatron beinhaltete.

## Rezeption
Die Veröffentlichung stand im Schatten des Livealbums No Sleep ’til Hammersmith, das es als kommerziell erfolgreichstes Album von Motörhead bis auf Platz eins der Britischen Charts schaffte und vom Magazin Rolling Stone als eines der besten Hard-Rock-Live-Alben bezeichnet wird. Unter den Aufnahmen befanden sich, mit Ausnahme der Stücke Ace Of Spades und Overkill keine Klassiker der Band, sondern neuere Stücke. Die Verkaufszahlen konnten nicht an die des ersten Livealbums anknüpfen. Die Kritiken für die Aufnahme waren hingegen ebenfalls meist positiv und das obwohl die Band mit der Endfassung der Plattenfirma eher unzufrieden war.

## Titelliste
| Titel                       | Länge |
| --------------------------- | ----- |
| Doctor Rock                 | 3:20  |
| Traitor                     | 2:51  |
| Dogs                        | 3:25  |
| Ace of Spades               | 2:52  |
| Eat the Rich                | 4:51  |
| Built for Speed             | 4:04  |
| Deaf Forever                | 4:04  |
| Just 'Cos You Got the Power | 7:37  |
| Killed by Death             | 5:57  |
| Overkill                    | 6:32  |